# Traveller (caballo)

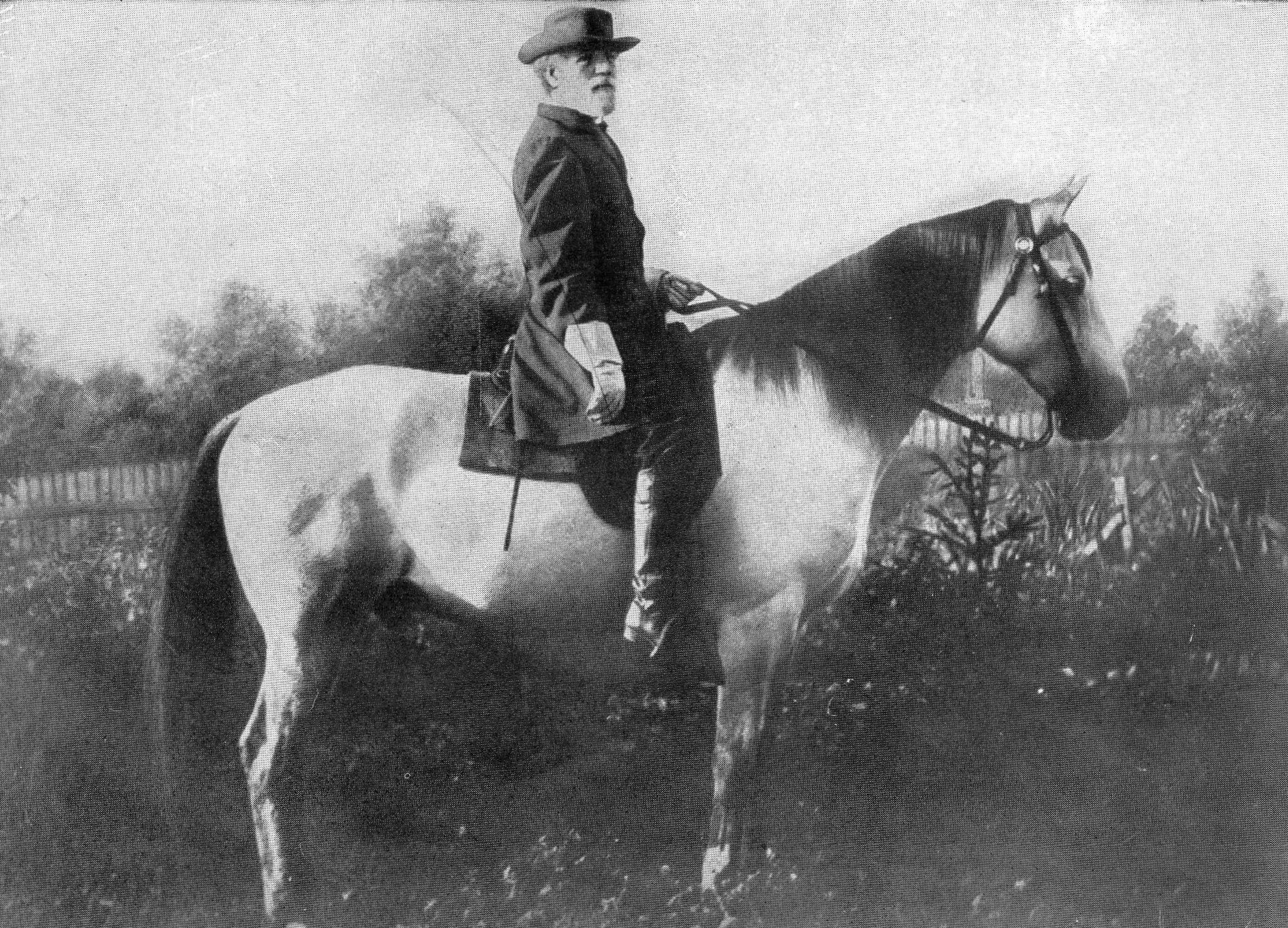
Traveller y Robert E. Lee.

Traveller (1857 - 1871) fue el caballo más famoso del general confederado Robert E. Lee durante la Guerra de Secesión estadounidense. Era de raza Saddlebred americano.
Nació en el Condado de Greenbrier, Virginia Occidental. Lee compró este caballo al capitán Joseph M. Broun por 200 dólares de la época en febrero de 1862. Originalmente se llamó Jeff Davies, luego, mientras perteneció a Broun, Greenbrier, y después Lee le cambió definitivamente el nombre por Traveller. Fue un caballo de gran resistencia y adecuado para un oficial en campaña, ya que no era fácil de asustar, pese a ser algo nervioso.
Tras la guerra acompañó al General Lee al Washington College en Lexington, Virginia, donde Lee fue su presidente hasta su muerte en 1870, tras lo cual la escuela fue renombrada como Universidad Washington y Lee.